# Paracheirodon axelrodi
Cá neon vua, cá neon đỏ hay cá tetra hồng y (Paracheirodon axelrodi) là một loài cá nước ngọt thuộc họ Characidae, bộ Cá chép mỡ. Nó có nguồn gốc từ thượng nguồn sông Orinoco và sông Negro ở Nam Mỹ. Phát triển đến tổng chiều dài khoảng 3 cm (1,2 in), cá neon vua có đường màu xanh lam óng ánh nổi bật đặc trưng của chi Paracheirodon chia đôi một bên thân cá, với phần thân bên dưới đường này có màu đỏ sặc sỡ, do đó có tên là "cá tetra hồng y". Ngoại hình của cá neon vua tương tự như ngoại hình cá neon xanh có họ hàng chặt chẽ, mà nó thường bị nhầm lẫn; màu đỏ của cá neon xanh chỉ kéo dài đến nửa mũi, và sọc xanh của cá neon xanh là màu xanh ít rực rỡ hơn.
Cá neon vua là một loài cá cảnh rất phổ biến, nhưng ít phổ biến hơn so với cá neon xanh vì cho đến gần đây, nó rất khó nuôi trong điều kiện nuôi nhốt. Tuy nhiên, nhiều nhà lai tạo hiện đang gây giống loài cá này; trong hầu hết các trường hợp, người ta có thể xác định xem một con cá neon vua là do lai tạo hay bị đánh bắt từ tự nhiên qua các vây bị hỏng trên các mẫu vật đánh bắt từ tự nhiên. Một số nhà ngư học tin rằng những người nuôi cá nên tiếp tục hỗ trợ ngành đánh bắt thủy sản bền vững của lưu vực sông Amazon, vì hàng nghìn người được tuyển dụng trong khu vực để đánh bắt cá cho ngành kinh doanh cá cảnh. Nếu những ngư dân đó mất kế sinh nhai khi đánh bắt cá neon vua và các loài cá nhiệt đới khác, họ có thể chuyển sự chú ý sang việc phá rừng.

## Phân loại
Nhà ngư học người Mỹ Leonard Peter Schultz đã mô tả cá neon vua vào năm 1956 với tên khoa học là Cheirodon axelrodi. Văn bia cụ thể vinh danh nhà ngư học Herbert R. Axelrod. Hyphessobrycon cardinalis là một danh pháp đồng nghĩa đã lỗi thời. Tên thông thường của loài cá này, cá tetra hồng y, dùng để chỉ màu đỏ rực rỡ, gợi nhớ đến áo choàng của một vị hồng y. P. axelrodi cũng thường được gọi là cá neon đỏ.
Loài tồn tại ở một số dạng màu sắc hoặc kiểu hình khác nhau. Dạng "vàng" và "vàng-bạc" tồn tại trong hệ thống thoát nước Rio Negro có ít màu xanh lam hơn ở sọc dọc. Dạng bình thường của kiểu thoát nước Rio Negro có một sọc màu xanh lam kéo dài đến vây mỡ, trong khi kiểu hình thoát nước Orinoco có một đường sọc dừng lại phía sau lớp mỡ. Kiểu hình Orinoco có thể đại diện cho một phân loài của P. axelrodi.

## Mô tả
Cá neon vua có phần bụng màu đỏ tươi và một đường màu xanh lam óng ánh chạy ngang dọc theo chiều dài của cơ thể. Ánh kim đặc trưng của loài cá này và các loài cá có họ hàng, chẳng hạn như cá neon xanh, là một màu cấu trúc, gây ra bởi sự khúc xạ ánh sáng trong các tinh thể guanin phát triển trong các tế bào đặc biệt gọi là tế bào biểu bì ở lớp dưới da. Màu xanh lam chính xác được nhìn thấy sẽ phụ thuộc vào góc nhìn của người chơi thủy sinh so với cá - nếu người chơi thủy sinh thay đổi góc nhìn để nhìn cá nhiều hơn từ bên dưới, màu sắc sẽ thay đổi sắc tố, trở thành màu xanh ngọc bích đậm hơn và thậm chí là màu chàm. Tuy nhiên, thay đổi điểm quan sát thành điểm nhìn phía trên những con cá và màu sắc trở nên xanh hơn. Cá neon vua dường như phát triển lớn hơn trong điều kiện nuôi nhốt so với trong tự nhiên. Chúng có dạ dày lớn và ruột nhỏ.

## Phân bố
Cá neon vua được tìm thấy trên thượng lưu sông Orinoco và sông Negro, lần lượt nằm ở Colombia & Venezuela và Brazil.

## Ăn uống
Cá neon vua kiếm ăn ở những vùng nước nông chảy chậm. Nó chủ yếu là loài săn mồi, thường ăn các động vật nhỏ mà chúng tìm thấy trên thực vật dưới nước, rễ và lớp lá. Các sinh vật thường bị ăn thịt bao gồm ấu trùng của các loài ruồi họ Chironomidae và động vật giáp xác nhỏ như bọ chét nước (Cladocera) thuộc các họ Moinidae, Macrotrichidae và Daphniidae, và các loài copepod thuộc họ Harpacticidae. Các sinh vật khác bị ăn bao gồm ấu trùng ruồi khác, trứng côn trùng, luân trùng và amip.

## Sinh sản và tuổi thọ
Cá neon vua, trong tự nhiên, bơi ngược dòng với số lượng lớn đến các phần của sinh cảnh sông bản địa của nó hoàn toàn được bao bọc bên trên bởi tán rừng nhiệt đới. Những vùng nước như vậy chịu bóng râm dày đặc bởi các cây rừng nhiệt đới và hầu như không có ánh sáng mặt trời chiếu tới chúng. Tại đây, các loài cá sinh sản thành từng đàn lớn. Trong bể nuôi, một cặp cá duy nhất có thể được điều kiện để sinh sản, nhưng bể cá giống không chỉ cần chứa nước với các thông số hóa học chính xác, mà bể cá giống cũng cần được che nắng nhiều để bắt chước điều kiện ánh sáng yếu của bãi cá đẻ trứng bản địa. Nếu cá đã sẵn sàng đẻ trứng, thì con đực, sẽ mảnh mai hơn trong hai con ở đường viền, sẽ theo đuổi con cái thành cây lá mịn; phác thảo đầy đủ hơn của con cái, thường chỉ ra sự hiện diện của trứng chín trong đường sinh sản của nó, nên dễ dàng nhận thấy vào thời điểm này. Nếu con cái đã sẵn sàng, nó sẽ cho phép con đực bơi cùng với mình, và cùng nhau, cặp đôi sẽ phóng thích trứng và tinh trùng. Cặp bố mẹ cần được loại bỏ sau khi trứng và tinh trùng đã được phóng thích, nếu không chúng sẽ ăn trứng.
Loài cá này cũng có thể là một loài sống hàng năm với tuổi thọ chỉ một năm trong tự nhiên. Nó sống vài năm trong điều kiện nuôi nhốt. Đối với những người tìm cách nuôi chúng trong bể cá, cách tốt nhất để làm như vậy là bắt chước thiết lập tự nhiên tương tự.

## Phát triển
Nếu trứng đã phì nhiêu và được nuôi trong môi trường tối, chúng sẽ nở trong khoảng ba ngày ở 28 °C. Cá con bơi tự do vẫn nhạy cảm với ánh sáng trong ít nhất bảy ngày đầu tiên của cuộc đời chúng, và cần được làm quen với mức độ ánh sáng tăng dần trên cơ sở dần dần. Trong thời gian này, chúng có chiều dài xấp xỉ 4 mm, và cần được cho ăn trùng cỏ hoặc thức ăn lỏng cho cá con. Tôm nước muối mới nở và các loại thức ăn sống tương tự khác, chẳng hạn như Daphnia rây, có thể được cho cá con đang phát triển từ 7 đến 14 ngày tuổi ăn. Sự tăng trưởng tiếp tục ở một tốc độ khiêm tốn và cá chỉ có màu sắc trưởng thành hoàn toàn sau khoảng thời gian khoảng 8 đến 12 tuần, tùy thuộc vào chất lượng thức ăn và nước hồ cá.